# Polje, Galicija
Polje (nemško Feld) je naselje v Občini Galicija v Okraju Velikovec na Koroškem v Avstriji.